# Kazimierz Wojakowski (kapelmistrz)
Kazimierz Wojakowski (ur. 16 stycznia 1889 w Garwolinie, zm. ?) – kapitan kapelmistrz Wojska Polskiego, działacz niepodległościowy.

## Życiorys
Syn Antoniego i Bronisławy z domu Stele urodzony 16 stycznia 1889 w Garwolinie. Po zakończeniu I wojny światowej i odzyskaniu przez Polskę niepodległości został przyjęty do Wojska Polskiego. Został awansowany do stopnia kapitana ze starszeństwem z dniem 1 grudnia 1920 i zweryfikowany z lokatą 19 w korpusie oficerów administracji w grupie kapelmistrzów w 1928, z lokatą 17 w 1932. W latach 20. służył w 2 pułku Strzelców Podhalańskich, stacjonującym w Sanoku. W 1928 był oficerem administracyjnym tego pułku na stanowisku kapelmistrza. Był przydzielony do grupy kapelmistrzów w kadrze oficerów piechoty. Wraz z orkiestrą 2 pułku Strzelców Podhalańskich w październiku 1928 zajął drugie miejsce w konkursie Dowództwa Okręgu Korpusu nr X w Przemyślu (wygrała orkiestra 4 pułku piechoty Legionów z kapelmistrzem kpt. Maksymilianem Firkiem). W 1932 był kapelmistrzem w 29 pułku piechoty w Kaliszu.

## Odznaczenia
- Medal Niepodległości – 23 grudnia 1933[8][9][1][10]
- Medal Zwycięstwa